# Bánh phồng
Trong Ẩm thực Việt Nam, bánh phồng là các loại bánh được làm từ bột ngũ cốc kết hợp gia vị, phụ gia, sau đó được chiên phồng trong mỡ nước hay dầu ăn.
Bánh phổ biến tại nhiều vùng trong cả nước, nổi tiếng tại Bến Tre và các tỉnh miền Tây Nam Bộ Việt Nam.

## Phân loại
Bánh phồng có nhiều loại, trong đó phổ biến là bánh phồng mì, bánh phồng nếp, bánh phồng tôm, bánh phồng vẽ. Nguyên liệu làm bánh phồng mì gồm: mì (sắn), nước cốt dừa, đường cát. Nguyên liệu của bánh phồng nếp là gạo nếp, nước cốt dừa và đường. Còn bánh phồng tôm được làm từ bột và tôm. Bánh phồng vẽ dùng xôi trắng cán nát và trộn với một số hương liệu như nước gừng, nước gỗ vang, lá dứa, bột quả dành dành v.v.

## Sử dụng
Các loại bánh phồng thường được chiên phồng to lên, giòn và xốp trong chảo mỡ, dầu ăn, và được sử dụng như một món ăn khai vị hay món nhắm rượu.